# Newport (New South Wales)
Newport ist ein Vorort im Norden Sydneys in New South Wales, Australien. Newport liegt 31 Kilometer nördlich des Stadtzentrums im Verwaltungsgebiet (LGA) Pittwater Council.

## Geschichte

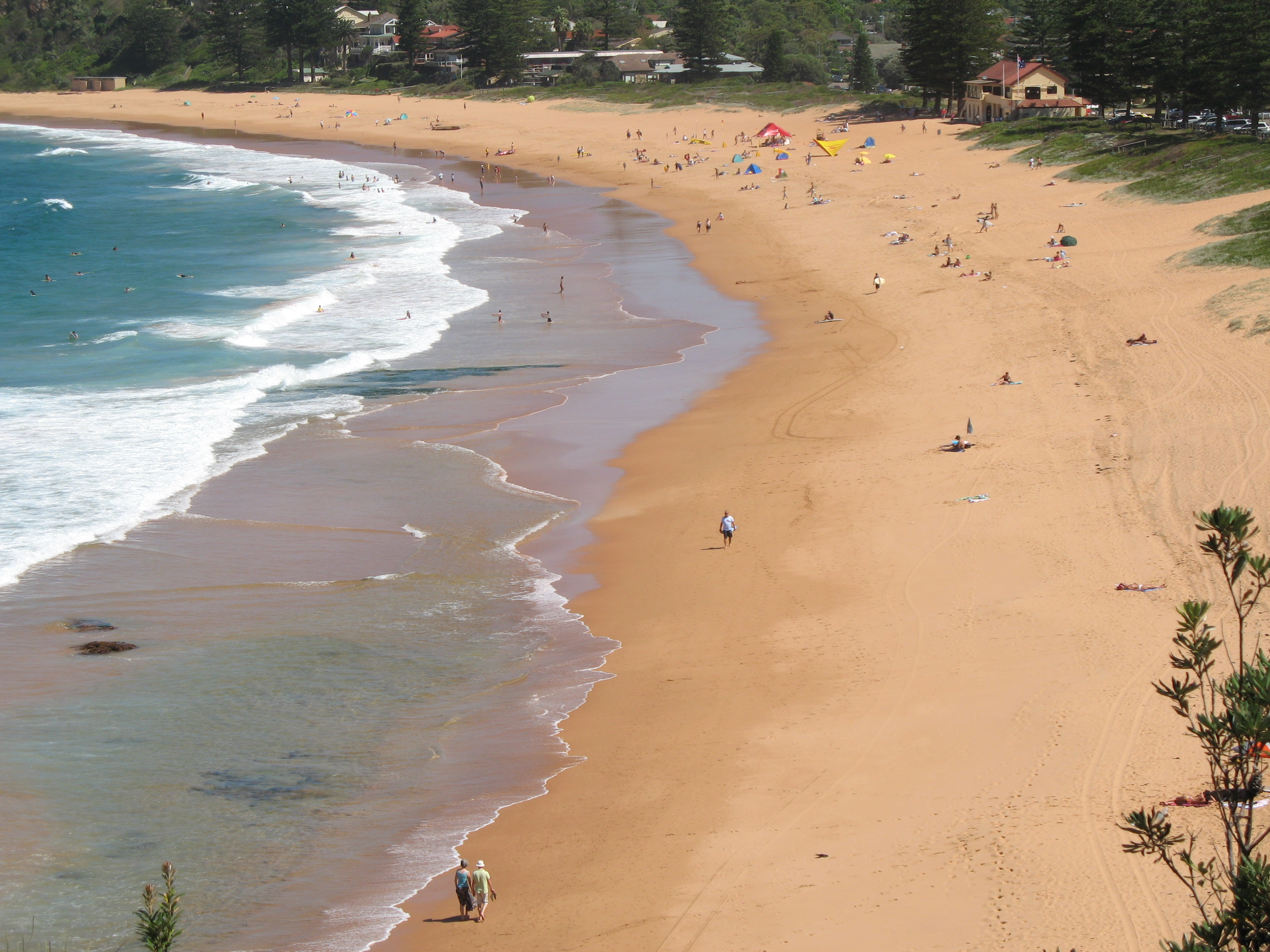
Strand von Newport

Im Jahr 1880 wurde diese Gegend zum ersten Mal Newport genannt, als Charles Jeannerett und George Pile auf der Landzunge eine Werft und das Newport Hotel errichteten. Jeannerett machte Tagesausflüge, entweder per Kutsche von Manly oder mit dem Schiff von Sydney, populär. Mit zunehmender Besucherzahl wurde der Ort größer und es kamen neue Häuser, vor allem in Strandnähe, hinzu. Noch ein den 1920er und 1930er Jahren war Newport lediglich ein Ferien- und Ausflugsziel, viele Gebäude standen die meiste Zeit des Jahres leer. Erst um 1950 wurde es zum Vorort von Sydney.

## Gallery

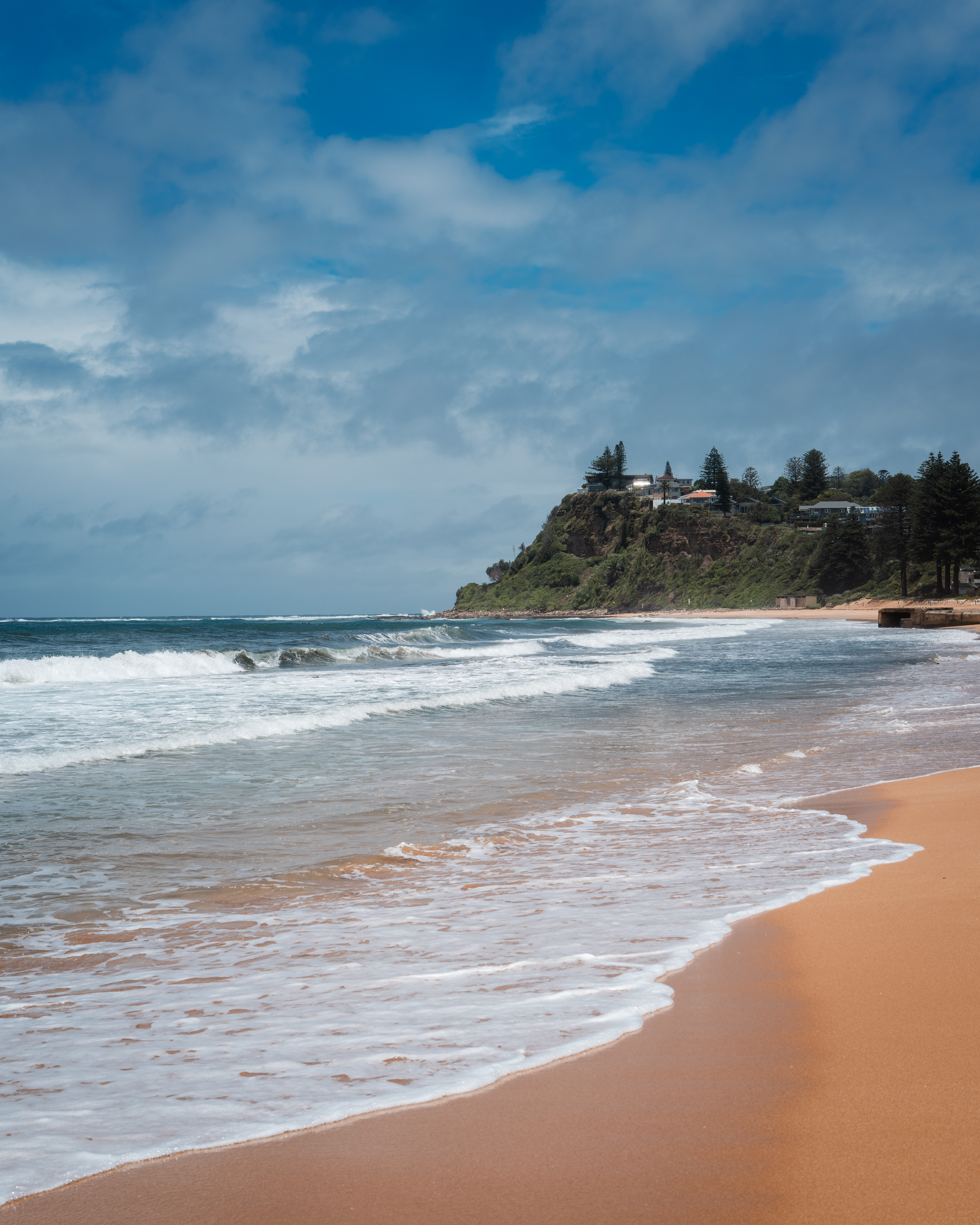
Newport Beach, view to the north